# Ragnar Lindblad
Ragnar Lindblad, född 14 september 1893 i Örebro, död 13 januari 1961 i Stockholm, var en svensk militär.
Ragnar Lindblad var son till överstelöjtnant Birger Lindblad. Han avlade studentexamen vid Karolinska Läroverket i Örebro 1912 och blev därefter officersvolontär vid Upplands artilleriregemente. Lindblad genomgick officerskursen vid krigsskolan på Karlberg 1913–1914 och befordrades 1914 till underlöjtnant och 1917 till löjtnant vid Upplands artilleriregemente. Åren 1918–1920 genomgick han artilleri- och ingenjörhögskolans högre kurs och blev 1926 löjtnant vid Artilleristaben. Lindblad var 1926–1933 placerad vid arméförvaltningens artilleridepå och befordrades 1928 till kapten vid Artilleristaben. Här deltog han i utvecklingen av materielen för det svenska luftvärnet. År 1928 blev han kapten vid Svea artilleriregemente, 1933 kapten vid Karlsborgs artilleriregemente, återgick 1934 till Svea artilleriregemente och blev 1937 major vid det som då var Karlsborgs luftvärnsregemente. Lindblad blev 1939 överstelöjtnant vid luftvärnet, i juli 1941 överste och chef för Karlsborgs luftvärnsregemente, en post som dock redan i oktober ersattes av en som chef för Östgöta luftvärnsregemente. Lindblad blev 1946 inspektör för luftvärnet och var ordförande i den av chefen för armén 1948 tillsatta luftvärnskommittén. Han erhöll 1953 generalmajors avsked.
Lindblad blev 1940 ledamot av Kungliga Krigsvetenskapsakademien. Han blev riddare av Svärdsorden 1935, kommendör av andra klassen av samma orden 1945 och kommendör av första klassen 1947. Lindblad är gravsatt på Norra kyrkogården i Askersund.